# حي عكرمة
حي عكرمة (بالإنجليزية: Ekrama neighbourhood)‏ أحد أحياء حمص يقع جنوب مدينة مركز مدينة حمص السورية.

## التقسيم الإداري
يتبع الحي لمدينة حمص، وينقسم إلى قسمين (عكرمة القديمة) و (عكرمة الجديدة أو عكرمة الجنوبية)

## تأسيس الحي
كان الحي في الأصل جزء من حي النزهة، والمساحة الأكبر منه كانت عبارة عن ثكنة عسكرية للدبابات، ومع توسع العمران تم نقل الثكنة العسكرية وتنظيم الحي. وذلك في ستينات القرن العشرين.

## شوارع الحي

### الشوارع الرئيسية
طريق الشام ( غرب ) - تفرع طريق الشام ( جنوب ) - أوتستراد الأهرام ( شرق ) - شارع الحضارة (شمال)

### الشوارع التجارية
- شارع الحضارة.
- شارع العشاق.

## التعليم
يضم الحي مؤسسات تعليمية حكومية وخاصة وخيرية، إضافة لمعاهد خاصة لتعليم الفنون والموسيقى ورياض الأطفال.
- في المرحلة الابتدائية: مدرسة عكرمة المخزومي، مدرسة عكرمة المحدثة، مدرسة ميسلون.
- في المرحلة الإعدادية: مدرسة محمد غرة للبنات، مدرسة حافظ محمد للذكور، مدرسة ناظم الأطرش.
- في المرحلة الثانوية: مدرسة قتيبة للبنات، مدرسة غالية فرحات للفنون النسوية.
- أشهر المعاهد الخاصة: معهد صدى للموسيقى (وهو للأستاذ وسام تلميذ العازف الشهير نصير شما وعضو أوركسترا العود العربية).

## المرافق والأماكن المشهورة
- مبنى النافذة الواحدة: وهي مؤسسة تقدم كافة المعاملات الحكومية في مبنى واحد.
- مبنى القنصلية لوزارة الخارجية السورية.
- مؤسسة مياه حمص.
- صالة عكرمة للمؤسسة الاستهلاكية السورية.
- مشفى الطب الجراحي الحديث.
- البتول مول : أكبر مول تجاري في حمص.

## خلال الحرب السورية
تعرض الحي لاستهدافات كبيرة بالصواريخ وقذائف الهاون، كان أشهرها حادثة مقتل الصحفي الفرنسي جل جاكييه، وتعرض لعدد كبير من التفجيرات الانتحارية وعبوات ناسفة وسيارات مفخخة، أشهرها تفجير مدرسة عكرمة المخزومي للأطفال والذي راح ضحيته 41 طفلًا.
- شاهد على يوتيوب فيديو لتفجير مدرسة عكرمة المخزومي.
- شاهد على يوتيوب فيديو لتفجيرات شارع الحضارة (2015) (200 شهيد مدني).